# نيسرية كلبية
نيسرية كلبية (الاسم العلمي: Neisseria canis) هي نوع من البكتيريا تتبع جنس النيسرية من فصيلة نظيرات النيسرية.